# Società generale immobiliare
La Società generale immobiliare di lavori di utilità pubblica ed agricola, nota come Società generale immobiliare o semplicemente Immobiliare ed anche Sogene (società che fu costituita e poi incorporata), è stata tra i maggiori proprietari fondiari e il più importante promotore edilizio della città di Roma. Ha operato in Italia, in particolare a Roma, e nel resto del mondo come società costruttrice di interi quartieri, ma fu attiva anche nell'edilizia industriale.

## Storia
Costituita a Torino nel 1862, cominciò ad operare nel 1880 allorché trasferì la propria sede a Roma, partecipando alla speculazione in atto in quel momento: operò nel settore agricolo, ma principalmente come costruttrice, contribuendo all'edificazione dell'Esquilino, di Prati di Castello e del quartiere Ludovisi, che sorse a spese della più bella villa di Roma, villa Ludovisi. Nel 1882 la società fu quotata alla Borsa di Milano e nel 1888 alla Borsa di Genova.

Case convenzionate SGI in viale Eritrea Roma

Nel 1885, a seguito dello scoppio della bolla immobiliare la società entrò in crisi: crescenti immobilizzazioni e difficoltà di reperire credito la trasformarono in una società dedita principalmente alla gestione del proprio patrimonio; il risanamento curato inizialmente dalla Banca d'Italia fu in atto fino al 1939, anche se nel frattempo la società aveva portato avanti, in proprio, grosse iniziative di edificazione ai quartieri Trieste e Nomentano di Roma.
Momento importante nella storia della società furono i primi anni trenta, quando il pacchetto azionario di controllo passò all'Amministrazione Speciale della Santa Sede, guidata in quel periodo dal banchiere cattolico Bernardino Nogara, che decise di investire in questa operazione parte del denaro ricevuto dal Vaticano, come indennizzo a seguito della firma dei Patti Lateranensi, avvenuta l'11 febbraio 1929. All'inizio degli anni '30 l'Immobiliare costruì l'acquedotto che, dalle montagne, portò acqua potabile in abbondanza alla città di Sofia (Bulgaria). A Lubiana era comproprietaria e gestiva una azienda agricola. Allo scoppio della guerra, l'azienda fu ceduta e furono rimpatriati tutti i dipendenti italiani.
Il periodo più florido della società venne con la fine della seconda guerra mondiale, partecipando la Società all'ulteriore sviluppo di Roma, con complessi residenziali come Balduina, Vigna Clara, Villa Massimo, Belsito, Due Pini, Olgiata e Casal Palocco. Il complesso di Vigna Clara - dotato di giardini e di piscina, affacciato sulla nuova piazza, dove la Società costruì anche l'edificio per i negozi e il cinema-teatro - è il primo complesso residenziale del genere, realizzato in Europa. A Roma, per il Vaticano, la Società costruì l'Auditorium della Conciliazione, inaugurato per l'Anno Santo 1950. Altre realizzazioni, più popolari, furono possibili grazie al piano INA-Casa ideato da Amintore Fanfani. L'Immobiliare progettò ed edificò anche numerose chiese lungo l'Autostrada del Sole e, a Roma, il Teatro Olimpico, le chiese parrocchiali di Due Pini e della Balduina e, su progetto di Luigi Vagnetti, il complesso parrocchiale San Timoteo, in Roma-Casal Palocco. Ha edificato due edifici gemelli all'EUR (le sedi della Esso e della Società Generale Immobiliare), su progetto dell'architetto Luigi Moretti. A Roma ha ristrutturato edifici storici, tra cui due palazzi in via Giulia e uno in piazza Vittorio, ha costruito la Clinica Columbus (ex Clinica Giuseppe Moscati) che oggi opera all'interno del Policlinico Gemelli, ed ha acquistato proprietà - tra cui Villa Blanc ed il suo parco nel 1950 - con finalità di sviluppo immobiliare che però non si concretizzarono a causa del fallimento della Sogene.
L'espansione si ebbe anche nel resto d'Italia: Livorno con il rifacimento di piazza Grande, Catania con l'inizio della riedificazione del quartiere San Berillo, Genova e Pisa con la riedificazione di zone centrali distrutte dai bombardamenti, Genova-Nervi con la ristrutturazione di un grande albergo di epoca Liberty, Palermo con l'edificazione presso Villa Sperlinga, Milano con la costruzione, oltre che di torri (tra cui la torre Velasca), anche di palazzi come il complesso Centro Romana, presso l'omonima porta e l'Albergo dei Cavalieri; numerose altre realizzazioni si trovano a Bologna, a Torino e a Firenze.
Parallelamente cominciarono anche attività di espansione all'estero: Messico, Francia (palazzo sugli Champs Élysées, su disegno di Gabor Acs), Canada (la Torre della Borsa di Montréal, su progetto architettonico dell'architetto Moretti e col calcolo del cemento armato di Pierluigi Nervi, è stato l'edificio in cemento armato più alto del mondo) e negli Stati Uniti il complesso Watergate, edificato su progetto di Luigi Moretti e dell'architetto Gabor Acs che progettò anche il grattacielo del Mirabeau a Montecarlo, realizzato interamente dalla Società.
Nel 1968 l'Istituto per le Opere di Religione, che era il maggiore azionista della Generale Immobiliare, vendette le sue quote a Michele Sindona, che in breve tempo distruggerà il patrimonio aziendale, decretando una lunga crisi che si concluderà nel 1987 con il fallimento della società. Lo sterminato archivio di carte e di documenti, per volontà del giudice fallimentare, è stato versato all'Archivio Centrale dello Stato di Roma.
Società, dotata di grandi capacità tecniche e tecnologiche, si caratterizzò anche per una ricorrente polemica esercitata dalla stampa a causa delle iniziative portate avanti con poca attenzione alla conservazione paesaggistica: l'hotel Cavalieri-Hilton sulla collina di Monte Mario (su progetto dell'ing. Ugo Luccichenti) e l'edificazione di numerose ville presso l'Appia Antica a Roma, scatenarono numerose polemiche contrarie, in particolare del giornalista de L'Espresso Antonio Cederna.

## Influenza culturale
In un'intervista, il regista Francis Ford Coppola affermò di essersi ispirato alle vicende della Generale Immobiliare per il suo film Il padrino - Parte III (1990), in cui Michael Corleone, interpretato da Al Pacino, cerca di entrare in affari legali acquisendo la "Internazionale Immobiliare" dal Vaticano.